# Peter Kruder
Peter Kruder (* 1967 in Wien) ist ein österreichischer DJ, Produzent und Labelbetreiber. 

## Karriere
Die Musikkarriere des ausgebildeten Friseurs begann Ende der 1980er Jahre als Gitarrist der Wiener Band Dr. Moreau’s Creatures. 1988 spielten Dr. Moreau’s Creatures beim New Yorker New Music Seminar, auf der 1990 erschienenen LP Swound Vibes wirkte Kruder bereits als Produzent mit. Anfang 1993 gründete er gemeinsam mit Richard Dorfmeister die Formation Kruder & Dorfmeister. Kruder ist auch mit Soloprojekten wie Peace Orchestra und zusammen mit Fauna Flash als Voom:Voom erfolgreich. Zusammen mit Dorfmeister betreibt er das Plattenlabel G-Stone Recordings.
Er komponierte den Track Who Am I? aus dem ersten Peace-Orchestra-Album, der unter anderem im Animatrix-Kurzfilm Kid’s Story als auch im Thriller Stay mit Naomi Watts und Ewan McGregor vorkommt.

## Auszeichnungen
- Goldenes Verdienstzeichen des Landes Wien, zuerkannt 2003, verliehen 2017[4][5]